# Telmatoscopus brindavani
Telmatoscopus brindavani är en tvåvingeart som beskrevs av Ipe och Kishore 1986. Telmatoscopus brindavani ingår i släktet Telmatoscopus och familjen fjärilsmyggor. Inga underarter finns listade i Catalogue of Life.